# Valle Verde
Valle Verde è un census-designated place (CDP) degli Stati Uniti d'America della contea di Webb nello Stato del Texas. La popolazione era di 0 abitanti al censimento del 2010. Questo era un nuovo CDP formato da parti del CDP di Ranchitos Las Lomas prima del censimento del 2010.

## Geografia fisica
Valle Verde è situata a 27°40′47″N 99°12′04″W (27.679691, -99.200997).
Secondo lo United States Census Bureau, il CDP ha una superficie totale di 0,51 km² ed è priva di acque interne.

## Società

### Evoluzione demografica
Secondo il censimento del 2010, la popolazione era di 0 abitanti.